# بورطة (الصهريج)
بورطة هي إحدى مشيخات المملكة المغربية، تتبع جغرافيا لإقليم قلعة السراغنة وإداريًا لالصهريج. يقدر عدد سكانها بـ 1211 نسمة حسب الإحصاء الرسمي للسكان والسكنى لسنة 2004.